# Phyllochoreia ramakrishnai
Phyllochoreia ramakrishnai är en insektsart som beskrevs av Bolívar, C. 1914. Phyllochoreia ramakrishnai ingår i släktet Phyllochoreia och familjen Chorotypidae. Inga underarter finns listade i Catalogue of Life.